# Třída TR-1700
Třída TR-1700 či třída Santa Cruz je třída dieselelektrických útočných ponorek argentinského námořnictva. Jedná se o čistě exportní typ vyvinutý německou loděnicí Thyssen Nordseewerke pro země, které doposud provozovaly druhoválečné americké ponorky modernizované v rámci programu GUPPY (menší varianty TR-1400 a TR-1000 nebyly postaveny). Argentina objednala šest lodí této třídy, kvůli finančním problémům se jí ale podařilo dokončit pouze dvě – Santa Cruz (S-41) a San Juan (S-42). První je stále v aktivní službě a tvoří jádro argentinských ponorkových sil, druhá se 15. listopadu 2017 z neznámých příčin potopila asi 460 km jihovýchodně od Comodoro Rivadavia.

## Stavba
Argentina dne 30. listopadu 1977 objednala stavbu čtyři člunů typu TR-1700 a dvou TR-1400, přičemž v roce 1982 byl kontrakt změněn na šest ponorek typu TR-1700. První dvě přitom byly postaveny v loděnicích Thyssen Nordseewerke v Emdenu a zbylou čtveřici měla postavit argentinská loděnice Astillero Domecq Garcia sídlící v Buenos Aires. Kýly ponorek Santa Cruz a San Juan byly založeny v letech 1980 a 1982, přičemž do operační služby byly zařazeny v letech 1984 a 1985. V samotné Argentině byly rozestavěny ponorky Santa Fe (S-43), Santiago del Estero (S-44) a nepojmenované čluny S-45 a S-46 u kterých bylo dosaženo jen malého pokroku. Ekonomická krize nakonec zabránila tomu, aby je Argentina dokončila. Santiago del Estero se podařilo dokončit ze 30 % a Santa Fe z 52 % (někdy se uvádí 70 %).
Třída TR-1700:
| Jméno                      | Založení kýlu | Spuštěna        | Vstup do služby    | Status                             |
| -------------------------- | ------------- | --------------- | ------------------ | ---------------------------------- |
| Santa Cruz (s-41)          | 1980          | 28. září 1982   | 14. prosince 1984  | Aktivní.                           |
| San Juan (S-42)            | 1982          | 20. června 1983 | 18. listopadu 1985 | Potopila se 15. listopadu 2017     |
| Santa Fe (S-43)            |               | –               | –                  | Stavba zrušena, dokončena ze 52 %. |
| Santiago del Estero (S-44) |               | –               | –                  | Stavba zrušena, dokončena ze 30 %. |
| (S-45)                     |               | –               | –                  | Stavba zrušena.                    |
| (S-46)                     |               | –               | –                  | Stavba zrušena.                    |

## Konstrukce

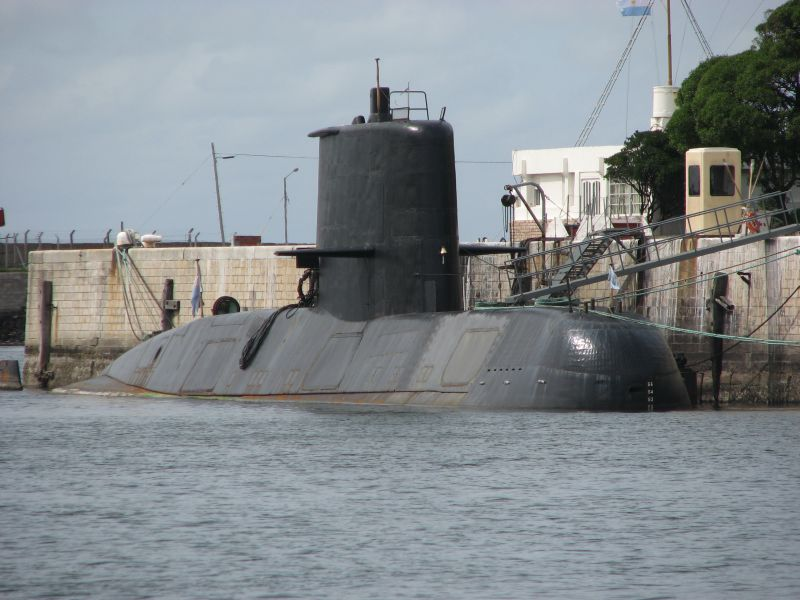
San Juan (S-42)

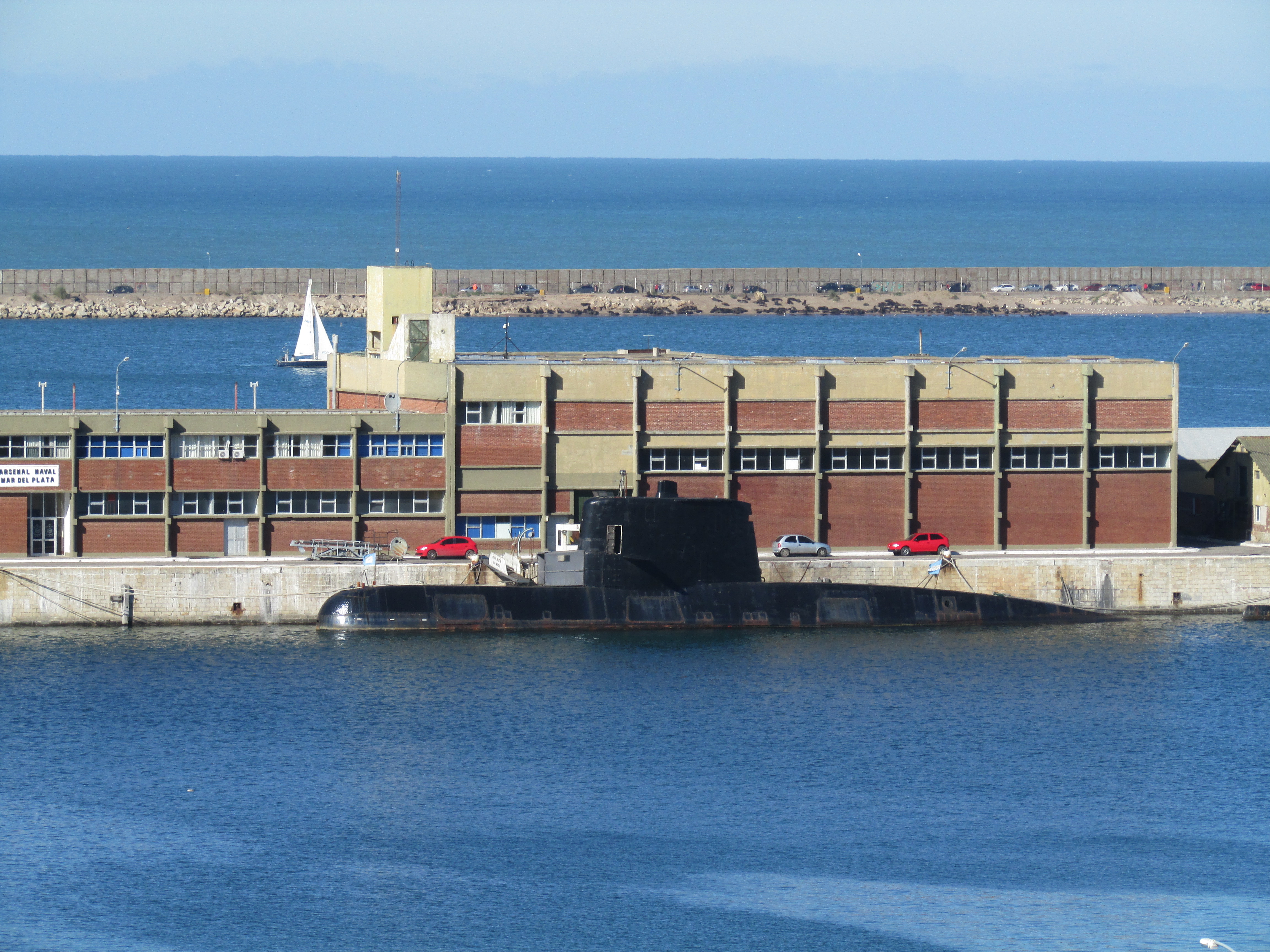
Ponorka třídy TR-1700

Ponorky ve své době měly velmi moderní konstrukci a byly projektovány s ohledem na vysokou rychlost, vytrvalost a odolnost. Mají jednotrupou koncepci s trojicí palub v přední části a dvojicí v zadní. Hloubková kormidla jsou umístěna na věži a zadní řídící plochy mají křížové uspořádání. Trup je dvojicí vodotěsných přepážek rozdělen do tří sekcí. Výzbroj ponorek tvoří šest 533mm torpédometů uspořádaných ve dvou řadách po třech. Celkem mohou nést až 22 torpéd. Základní typy představují německá protilodní torpéda SST-4 a americká protiponorková torpéda Mk 37C.
Pohonný systém tvoří čtyři diesely MTU 16V652 MB80, čtyři generátory a jeden elektromotor Siemens. Lodní šroub je jeden. Nejvyšší rychlost dosahuje 13 uzlů na hladině a 25 uzlů pod hladinou. Maximální hloubka ponoření je 300 metrů.

## Potopení ponorkySan Juan
Dne 15. listopadu 2017 byl ztracen kontakt s ponorkou San Juan. Dne 17. listopadu 2018 byl vrak ponorky nalezen společností Ocean Infinity cca 600 kilometrů východně od patagonského města Comodoro Rivadavia. Vrak se nachází v hloubce 920 metrů. Jeho průzkum prokázal, že došlo k implozi.